# 養老町図書館
養老町図書館（ようろうちょうとしょかん）は、岐阜県養老郡養老町にある公共図書館。
養老町民会館、養老町郷土資料館を併設する。

## 概要
1991年（平成3年）3月に開館。延床面積は974.00m2。
2019年度（令和元年度）末時点の総蔵書数は101,309冊である。

## 施設概要
1階
- 児童書
- 郷土資料

2階
- 一般書

## 利用案内
- 開館時間：9:00 - 17:00
- 休館日：月曜日（当日が祝日の時は翌日）、月末図書整理日（当日が祝日の場合は前日）、年末年始（12月29日 - 1月3日）、特別整理期間
- 貸出
  - 貸出点数：1人5点まで（CDは2点まで）[6]
  - 貸出期間：14日間（CDは7日間）[6]

## 交通アクセス

### 公共交通機関
- 養老鉄道美濃高田駅下車、徒歩約25分

## 周辺施設
- 養老町中央公民館
- 養老農村勤労福祉センター
- 養老町立高田中学校
- 養老町立養老小学校
- 中央公園